# Граф Хейг
Граф Хейг (англ. Earl Haig) — наследственный титул в системе Пэрства Соединённого королевства. Он был создан в 1919 году для британского фельдмаршала сэра Дугласа Хейга (1861—1928). Во время Первой мировой войны он служил командующим британского экспедиционного корпуса на западном фронте во Франции и Бельгии (1915—1918). Одновременно с графским титулом Дуглас Хейг получил титулы виконта Девика и барона Хейга из Бемерсайда в графстве Бервик (пэрство Соединённого королевства).
Сын и наследник графа Хейга использует титул учтивости — «Виконт Девик».
По состоянию на 2025 год, обладателем графского титула является его внук, Александр Дуглас Деррик Хейг, 3-й граф Хейг (род. 1961), наследовавший своему отцу в 2009 году.

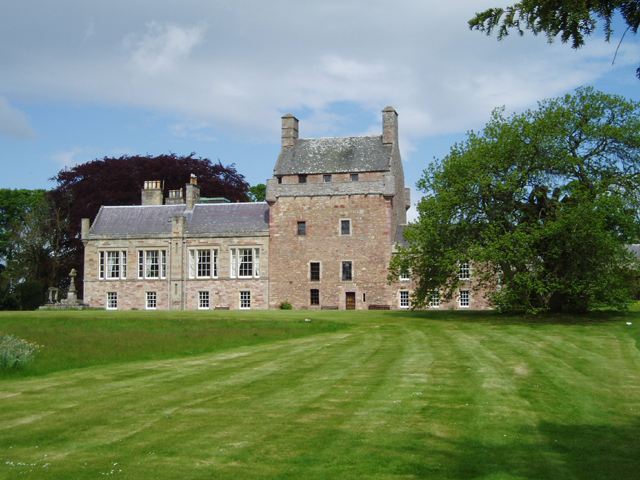
Бемерсайд-хаус, резиденция графов Хэйг

Фамильная резиденция — Бемерсайд-хаус, недалеко от Ньютаун-Сент-Босвеллса в Роксбургшире.

## Графы Хейг (1919)
- 1919—1928: Хэйг Дуглас, 1-й граф Хейг (19 июня 1861—1928), младший сын фабриканта Джона Хейга (1802—1878);
- 1928—2009: Джордж Александр Евгений Дуглас Хейг, 2-й граф Хейг (15 марта 1918 — 9 июля 2009), единственный сын предыдущего;
- 2009 — настоящее время: Александр Деррик Дуглас Хейг, 3-й граф Хейг (род. 30 июня 1961), единственный сын предыдущего.

В настоящее время нет наследника титула. После смерти 3-го графа Хейга титулы графа Хэйга, виконта Девика и барона Хейга могут прерваться.